# Mircea Rădulescu
Mircea Rădulescu (Bucarest, 31 agosto 1941) è un allenatore di calcio ed ex calciatore rumeno, di ruolo difensore.

## Palmarès

### Giocatore

#### Competizioni nazionali
- Campionato rumeno di Serie B: 1

Sportul Studențesc: 1971-1972

### Allenatore

#### Competizioni internazionali
- Coppa dei Balcani: 1

Sportul Studențesc: 1979-1980
- Coppa delle Coppe araba: 1

Club Africain: 1995